# Colegiata de Santa María del Sar
La colegiata de Santa María del Sar (en gallego colexiata de Santa María a Real do Sar), situada a orillas del río Sar a su paso por Santiago de Compostela, en Galicia, España, es un templo católico románico que fue declarado Monumento Nacional (Bien de Interés Cultural), en 1895.
En 2015, en la aprobación por la Unesco de la ampliación del Camino de Santiago en España a «Caminos de Santiago de Compostela: Camino francés y Caminos del Norte de España», España envió como documentación un «Inventario Retrospectivo - Elementos Asociados» (Retrospective Inventory - Associated Components) en el que en el n.º 853 figura la iglesia de Santa María la Real de Sar.

## Historia
El edificio fue construido y concebido en sus orígenes para servir de casa de retiro para los canónigos regulares que se regían por la regla de San Agustín. Pese a ello, se acabó convirtiendo en un referente en la Ruta jacobea.
Munio Alfonso (obispo) fue un antiguo miembro del cabildo de la catedral de Santiago, que trabajó como colaborador del obispo Diego Gelmírez, quien lo propuso en el año 1112 como obispo de Mondoñedo, cargo que desempeñó desde ese año hasta el momento de su renuncia en 1134.
Cuando dimite de obispo decide fundar monasterio, de pequeñas dimensiones, regido por una comunidad de canónigos agustinos, y para ello compró una parcela a las afueras de la ciudad y a orillas del río Sar. Pero al producirse su muerte antes de acabar la obra, se la encomendó a su amigo, también obispo Diego Gelmírez.
Todavía se conserva el documento que contiene la firma del diploma fundacional, datado del 1 de septiembre de 1136, que posteriormente confirmará el rey Alfonso VII el 20 de julio de 1137. Con la fundación de este monasterio se constituye la primera comunidad agustina de Galicia, sumándose a las nuevas y reformadoras corrientes espirituales europeas.
La comunidad tuvo el apoyo de la Corona que concedió donaciones, exenciones y privilegios a la comunidad agustina a lo largo de toda la Edad Media, lo cual está documentado. Tanto las contribuciones reales como otras aportaciones más modestas proveyeron de medios suficientes para la construcción del monasterio de Sar, y se continuaron tras la finalización del mismo. Fernando II en 1378, eximió a la comunidad de Sar de pagar el impuesto regio llamado el yantar del rey, y esta exención fue confirmada por Enrique III, Juan II y Enrique IV.
El monasterio también se engrandeció al incorporarse a la comunidad cenobios rurales como la anexión, en 1390, de San Esteban de Anós (en Cabana, La Coruña), por orden del arzobispo Juan García Manrique; o la unión en 1405 de los canónigos regulares de Santo Tomé de Nemeño (en Bergantiños, La Coruña) ordenada por el arzobispo Lope de Mendoza; o la unión de la comunidad de San Juan de la Cueva (de Pico Sacro, en Santiago de Compostela).
Sin embargo, pese a todas estas donaciones y engrandecimientos, durante en el siglo XVI se inicia, coincidiendo con el priorato de Jácome Álvarez (1505-1536), arzobispo de Tarso, una etapa de declive. Fue entonces cuando el priorato se transformó en colegiata. Además, la institución se ve más debilitada al producirse en 1548 la sustitución de los canónigos de San Agustín por clero secular, lo que provoca la pérdida de poder e influencia de la comunidad religiosa.
En el segundo tercio del siglo XVII se inicia el deterioro del edificio de la iglesia y rápidamente este deterioro se extiende al claustro y el resto de las dependencias de monasterio.
Pese a ello, no se cuenta con capital para hacer frente a las obras de rehabilitación hasta bien entrado el siglo XVIII (1732). Uno de los colaboradores económicos más importantes para poder recuperar el monasterio de Santa María de Sar fue el poderoso monasterio de San Martín Pinario. 
La mejora de la situación económica del monasterio hace que durante el siglo XVIII se enriquezca con obras de orfebrería barroca compostelana del momento, destacan los vasos sagrados del templo, la cruz parroquial, los relicarios e incensarios entre otras piezas que forman parte del museo del monasterio.
Más tarde, durante el siglo XIX, y mediante el concordato de 1851 entre el Estado español y la Santa Sede, la colegiata sufre una nueva etapa de decadencia quedando convertida en una parroquia más dentro de la Archidiócesis de Santiago de Compostela. En 1895 el edificio de la parroquia es declarado Monumento Nacional.

## Descripción

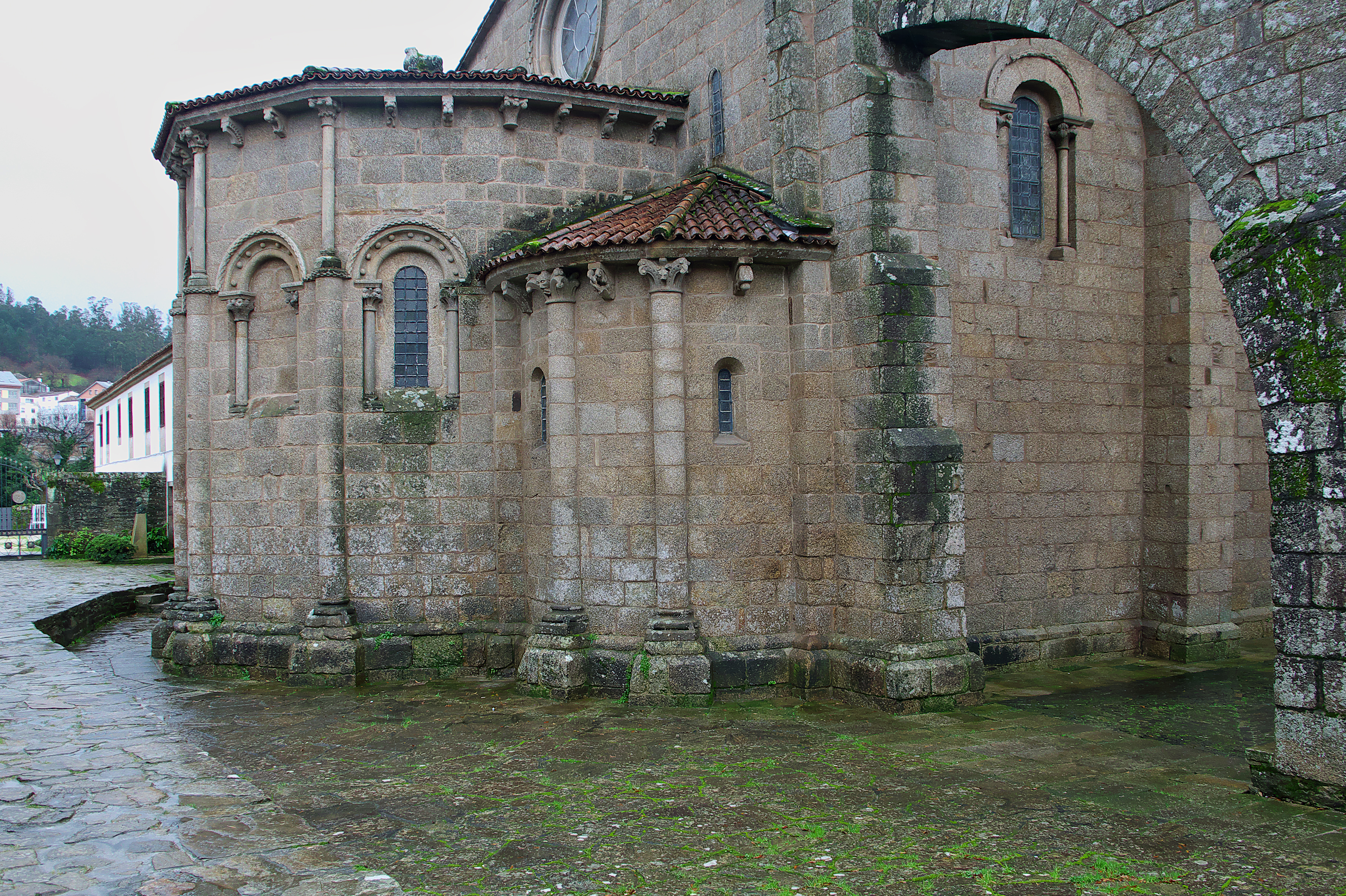
Cabecera de la iglesia

La iglesia es un típico ejemplo del románico.
Las obras iniciales para construcción del primer monasterio están datadas del segundo tercio del siglo XII y comenzaron con la edificación de las capillas de la cabecera de la iglesia, que fue consagrada por el arzobispo Diego Gelmírez antes de su muerte (1140) pese a no estar finalizadas las obras, que debieron concluir hacia los primeros años del siglo XIII. El taller compostelano que finalizó la iglesia y construyó el claustro y demás dependencias monásticas, presentan una clara influencia del Maestro Mateo.
La planta de la iglesia es basilical con tres naves que quedan separados por pilares compuestos (que presentan decoración vegetal) sobre los que se apoya la bóveda de cañón que las cubre. Al final de cada nave se construyó un ábside de formas diferente, el central es poligonal, mientras que los laterales son semicirculares.
La iluminación interior se logra a través de ventanas laterales y la presencia de un rosetón en la portada. La fachada principal se caracteriza por su sobriedad.
En el siglo XVIII para evitar el derrumbe del edificio se construyeron unos arbotantes laterales que se convirtieron en una de las características más sobresalientes de su construcción.
El claustro del monasterio se construyó durante el siglo XII y en él sobresalen sus arcos.
El interior de la iglesia presenta una inclinación de los arcos formeros, que según los expertos puede deberse a filtraciones de agua del río Sar que producen ciertos corrimientos de tierra.